# Phacelia beatleyae
Phacelia beatleyae är en strävbladig växtart som beskrevs av James Lauritz Reveal och Constance. Phacelia beatleyae ingår i Faceliasläktet som ingår i familjen strävbladiga växter. Inga underarter finns listade i Catalogue of Life.